# قائمة ولاة جند الأردن
قائمة بولاة جند الأردن

## المنطقة
سُمي جند الأردن بهذا الاسم نسبةً إلى نهر الأردن. وهو مختلف عن دولة الأردن اليوم. كان يضم المنطقة من صور وعكا في الغرب إلى الجابية والفحل في الشرق، مرورًا بالقدس وبيسان، كما هو موضح في الصورة على اليسار.

## الولاة

### الخلافة الراشدة
- يزيد بن أبي سفيان (639، عينه الخليفة عمر بعد وفاة الحاكم العام لسوريا أبو عبيدة بن الجراح ؛ وكان يحكم في الوقت نفسه جند دمشق وفلسطين) [1]
- معاوية بن أبي سفيان (639-)، ربما تم تعيينه في المنصب من قبل عمر بعد وفاة أخيه يزيد في عام 639، عندما تم تعيينه في دمشق) [1]
  - أبو الأعور السلمي ، والي معاوية. [2]

### العصر الأموي
- أبو عثمان بن مروان بن الحكم (685-705، حكم لفترة غير محددة في عهد أخيه الخليفة عبد الملك ؛ [2] حدده موسى جيل على أنه أبان بن مروان ، [3] بينما حدده أسد ق. أحمد على أنه شقيق آخر لعبد الملك، عثمان بن مروان) [4]
- عبيدة بن عبد الرحمن السلمي (685-705، حكم لفترة غير محددة في عهد عبد الملك؛ ابن شقيق أبي الأعور) [2]
- عمر بن الوليد (705-715، حكم في عهد والده الخليفة الوليد الأول) [5]
- عبادة بن نسي الكندي (717–720، حكم في عهد الخليفة عمر الثاني) [6]
- إسحاق بن قبيصة بن ذؤيب الخزاعي (724-743، حكم في عهد الخليفة هشام ؛ ابن أحد أصهار عبد الملك وأمنائه) [7]
- ثعلبة بن سلامة العاملي[بحاجة لمصدر]
- الوليد بن معاوية بن مروان (744-750، حكم في عهد ابن عمه الخليفة مروان الثاني؛ ابن أخ عبد الملك) [3]

### العصر العباسي
- عبد الله بن علي (752-753، حكم في عهد ابن أخيه الخليفة السفاح) [8]
  - زياد بن أبي الورد ( العامل ، أي المشرف المالي على عبد الله بن علي) [8]
- محمد بن إبراهيم (754-775، حكم في عهد عمه الخليفة المنصور؛ كما حكم دمشق في عهد المنصور) [9]

## فهرس
- Ahmed، Asad Q. (2010). The Religious Elite of the Early Islamic Ḥijāz: Five Prosopographical Case Studies. Oxford: University of Oxford Linacre College Unit for Prosopographical Research. ISBN:978-1-900934-13-8. مؤرشف من الأصل في 2024-11-13.
- Amitai-Preiss، Nitzan (2015). "What Happened in 155/771-72? The Testimony of Lead Seals". في Talmon-Heller، Daniella؛ Cytryn-Silverman، Katia (المحررون). Material Evidence and Narrative Sources: Interdisciplinary Studies of the History of the Muslim Middle East. Leiden and Boston: Brill. ISBN:978-90-04-27159-3. مؤرشف من الأصل في 2023-04-07.
- Crone، Patricia (1980). Slaves on Horses: The Evolution of the Islamic Polity. Cambridge: Cambridge University Press. ISBN:0-521-52940-9.

- Gil، Moshe (1997) [1983]. A History of Palestine, 634–1099. ترجمة: Ethel Broido. Cambridge: Cambridge University Press. ISBN:0-521-59984-9. {{استشهاد بكتاب}}: يحتوي الاستشهاد على وسيط غير معروف وفارغ: |chapterurl= (مساعدة)
- Hinds, M. (1993). "Muʿāwiya I b. Abī Sufyān". In Bosworth, C. E.; van Donzel, E.; Heinrichs, W. P.; Pellat, Ch. (eds.). The Encyclopaedia of Islam, New Edition, Volume VII: Mif–Naz (بالإنجليزية). Leiden: E. J. Brill. pp. 263–268. ISBN:90-04-09419-9.
- Sharon، Moshe (1999). Corpus Inscriptionum Arabicarum Palaestinae (CIAP) Volume Two: B-C. Leiden, Boston and Koln: Brill. ISBN:90-04-11083-6. مؤرشف من الأصل في 2023-08-03.
- le Strange، Guy (1890). Palestine Under the Moslems: A Description of Syria and the Holy Land from A.D. 650 to 1500. London: Committee of the صندوق استكشاف فلسطين. OCLC:1004386.